# Jazda tatarska
Jazda tatarska, roty tatarskie, chorągwie tatarskie (pot. tatarzy) – oddziały lekkiej jazdy autoramentu narodowego w granicach Litwy, a później Rzeczypospolitej tworzone w XVI–XVIII wieku. Pierwowzór ułanów.

## Geneza formacji
Nazwa pochodzi od formacji wojskowych tworzonych przez wyznających szamanizm Tatarów, pochodzących ze Złotej Ordy, osiedlających się na Litwie od początku XIV wieku (uciekali oni przed prześladowaniami ze strony chana Ozbega, przeprowadzającego przymusową islamizację państwa). Fala muzułmańskiego osadnictwa tatarskiego pojawiła się dopiero za panowania księcia Witolda. Przybysze otrzymywali od władcy osobne przywileje, gwarantujące wolność wyznania oraz ziemię, w zamian za obowiązek konnej służby wojskowej w osobnych chorągwiach rodowo-plemiennych.
Żołnierzy nazywano tatarami dla odróżnienia od wołochów (jazdy wołoskiej w Koronie) i kozaków (jazdy kozackiej na Ukrainie), pełniących podobne funkcje, lecz uzbrojonych i ubranych nieco inaczej. Używano ich głównie do działań rozpoznawczych, ubezpieczających oraz, przede wszystkim, do pościgu za uciekającym nieprzyjacielem. Początkowo jazda tatarska występowała głównie w prywatnych wojskach magnackich. W armiach państwowych Rzeczypospolitej Obojga Narodów pojawiła się dopiero po 1648 roku. Uzbrojona była w szable i łuki, a od 1676 roku także w dzidy.

## Formowanie
Chorągiew była podstawową jednostką organizacyjną i taktyczną, walczącą w szyku ustawionym w 3 szeregi. Początkowo oddziały tatarów liczyły od kilku do kilkudziesięciu żołnierzy, a od 1552 roku ok. 100–150 żołnierzy podzielonych na poczty. Od 1663 roku poczty tatarskie, w wyniku nacisków sejmowych na zmniejszanie liczby pocztowych, składały się zazwyczaj tylko z dwóch "koni" (towarzysz i pocztowy), co spowodowało spłycenie szyku chorągwi do dwóch szeregów. Oficerami (rotmistrz, porucznik, chorąży) była zazwyczaj szlachta tatarska, towarzyszami i pocztowymi zwykli Tatarzy, a także biedniejsi Polacy, Litwini i Rusini. Zamiana oddziałów tatarskich na wołoskie, kozackie lub pancerne albo z wołoskich na tatarskie było zjawiskiem częstym.
W latach 1621–1651 mieszano doraźnie 5–12 chorągwi jazdy różnego rodzaju (husaria, pancerni, kozacy, wołosi, tatarzy) w ramach formowania pułków przed konkretnym zadaniem lub bitwą. Od 1653 miało to już charakter stały, tzn. pod jednym dowódcą służył jeden i ten sam pułk. Za czasów hetmaństwa Jana Sobieskiego, po każdej kampanii zmieniano nieco skład pułków, mieszając je między sobą, dla lepszego zagospodarowania pieniędzy przeznaczonych na komput.

## W latach 1576–1717
Wojny prowadzone przez Stefana Batorego, a następnie walki w trakcie panowania Zygmunta III spowodowały zwiększony zaciąg, m.in. do tatarów. W XVII wieku chorągwie tatarskie składały się głównie z Tatarów polskich mieszkających na terenie Korony i Litwy oraz z uciekinierów z Krymu. Walcząc w sile 2 chorągwi, po około 150 żołnierzy w każdej, wyróżnili się w bitwie pod Kircholmem, gdzie wraz z petyhorcami prowadzili pościg za uciekającymi Szwedami.
Po pierwszych klęskach Polaków w czasie powstania Chmielnickiego w bitwach nad Żółtymi Wodami i pod Korsuniem, zaciągnięto w latach 1651–1652 około 8 chorągwi tatarskich (960 koni). Brały one udział w bitwie pod Beresteczkiem, a po rzezi pod Batohem ich liczba stopniowo wzrastała, w wyniku problemów z ponowną, pośpieszną rekrutacją do wzmacnianych wojsk suplementowych, które po połączeniu z resztkami kwarcianych, przemianowano na komputowe. Werbowano intensywnie wśród dawnych żołnierzy prywatnych wojsk, których wielcy magnaci ukraińscy jak książęta Wiśniowieccy, Zasławscy-Ostrogscy nie potrafili już opłacić, rekrutowano wśród osiadłych na Litwie i w Koronie Tatarów polskich, a nawet na Krymie, gdzie zatrudniano niektórych murzów przechodzących pod polskie dowództwo z całymi oddziałami. W 1654 roku liczba chorągwi tatarskich wynosiła 15 (ok. 1400 koni), w 1657 – 18 (ok. 2100), w 1658 – 24 (ok. 2900 koni), a w roku 1661 – 20 (2255 koni). W każdej z nich było po około 120 żołnierzy.
Podczas potopu szwedzkiego, II wojny północnej i wojny polsko-rosyjskiej 1654–1667, w wyniku przewagi sił przeciwników Rzeczypospolitej, często dochodziło do wojny szarpanej, w której główną rolę grały lekkie oddziały jazdy wołoskiej i tatarskiej. Pustoszyły one tereny na tyłach wroga, odcinały dostawy zaopatrzenia, niszczyły tabory i nękały główne armie. Taktykę tę z powodzeniem stosował Stefan Czarniecki.
Od 1667 roku Sejm dokonał redukcji armii, a potem unikał wydawania pozwoleń na formowanie oddziałów składających się z elementu narodowo obcego ze względu na ich wyjątkową lojalność względem króla okazaną podczas rokoszu z lat 1665–1666 przeciwko zbuntowanej szlachcie, szczególnie w bitwie pod Częstochową i pod Mątwami. Większość chorągwi tatarskich została przez hetmana Sobieskiego przemianowana na jazdę kozacką i, chociaż w razie potrzeby zaciągano dodatkowe chorągwie, to w czasie pokoju natychmiast je rozwiązywano.
W 1672 roku część oddziałów tatarskich osiadłych na Podolu i Wołyniu, tzw. Lipków, zbuntowało się i przeszło na stronę turecką, gdzie służyli głównie za przewodników i szpiegów. Po zdobyciu Baru w 1674 roku Sobieski obszedł się z nimi łagodnie. Pozwolił im służyć Rzeczypospolitej po odebraniu od nich przysięgi, ale ich żony zatrzymał jako zakładników. W 1676 roku tak łaskawie nie postąpiła reszta wojska. Po zawarciu rozejmu w Żurawnie, w którym przyznano Tatarom prawo powrotu pod panowanie sułtana, większość z nich została zabita wewnątrz obozu.
W 1675 roku w całej jeździe lekkiej służyło zaledwie 660 żołnierzy. W latach 1675–1683 nastąpił ponowny masowy nabór spowodowany wojnami z Turcją (1672–1676 oraz 1683–1699) i liczba chorągwi lekkich wynosiła nawet 26 w 1676 r. Za panowania Jana III Sobieskiego wprowadzono kilka zmian. Organizowani byli w osobne pułki z połączonych chorągwi tatarsko-wołoskich, których liczebność zmniejszyła się do ok. 60–100 koni. Pułkownika wybierano spośród rotmistrzów. Od 1683 roku tatarów oraz wołochów nazywano oficjalnie lekką jazdą, która stanowiła 1/5 wojska.

## Od 1717 roku
W XVIII wieku oddziały tego typu pojawiły się także w armiach saskiej i francuskiej pod nazwą ułanów, gdzie nazewnictwo formacji wywodziło się od stroju, uzbrojenia i sposobu walki podobnego do taktyki stosowanej w ordzie. Pierwsze oddziały tatarskie w wojsku o zachodnich tradycjach utworzono w wojsku pruskim. Z rozkazu Fryderyka II na początku 1741 roku podpułkownik von Natzmer zwerbował z obywateli Korony i Litwy 6 szwadronów jazdy lekkiej umundurowanej na wzór jazdy tatarskiej, które nazwano pułkiem tatarskim. Jazda ta została użyta po raz pierwszy w czasie I wojny śląskiej z Austrią. Oddziały tatarskie walczyły również w wojnach między Prusami a Saksonią, Rosją i Szwecją. Jednostki złożone z Tatarów walczyły w cudzoziemskiej służbie Prus oraz Austrii do roku 1764, kiedy to konfederacja generalna Wielkiego Księstwa Litewskiego odwołała je włączając w skład armii litewskiej.